# Campeonato Paraibano de Futebol Feminino de 2017
O Campeonato Paraibano de Futebol Feminino de 2017 foi a 6ª edição do principal torneio de futebol feminino do estado da Paraíba. Disputada entre 29 de outubro e 26 de novembro, contou com a participação de 6 times, dois a mais que a edição anterior. 
A competição foi organizada pela Federação Paraibana de Futebol e a equipe campeã do torneio, o Botafogo Futebol Clube, de João Pessoa, além do título estadual, ganhou o direito de participar da Série A2 do Campeonato Brasileiro de Futebol Feminino de 2018.

## Regulamento
A primeira fase (classificatória) foi disputada da seguinte maneira: As 6 equipes se enfrentam em turno único, no sistema de todos contra todos. Os dois primeiros colocados avançaram para a semi-final, também em jogo único, e depois para uma final, que ocorreu em duas partidas.

### Critérios de desempate
Caso haja empate de pontos entre dois ou mais clubes, os critérios de desempates serão aplicados na seguinte ordem:
1. Número de vitórias
2. Saldo de gols
3. Gols marcados
4. Confronto direto
5. Número de cartões vermelhos
6. Número de cartões amarelos

## Equipes Participantes
Abaixo, a lista dos clubes participantes do campeonato.

### Estádios e localização
Somente 2 sedes foram utilizadas para a realização do torneio, ambas em João Pessoa.
| Estádio da Graça  |
| Capacidade: 6.400 |
|                   |
| João Pessoa       |
| CT Ivan Tomaz     |
| Capacidade: 2.000 |
|                   |

## Primeira Fase
| # | Equipa           | J | V | E | D | GP | GC | SG  | Pts | Classificação |
| - | ---------------- | - | - | - | - | -- | -- | --- | --- | ------------- |
| 1 | Botafogo (Q)     | 5 | 4 | 1 | 0 | 26 | 1  | +25 | 13  | Semifinal     |
| 2 | Kashima (Q)      | 5 | 4 | 1 | 0 | 14 | 2  | +12 | 13  | Semifinal     |
| 3 | Desportiva (Q)   | 5 | 2 | 1 | 2 | 5  | 8  | −3  | 7   | Semifinal     |
| 4 | Auto Esporte (Q) | 5 | 1 | 1 | 3 | 8  | 10 | −2  | 4   | Semifinal     |
| 5 | Serrano          | 5 | 1 | 1 | 3 | 4  | 24 | −20 | 4   | Eliminadas    |
| 6 | Internacional    | 5 | 0 | 1 | 4 | 3  | 15 | −12 | 1   | Eliminadas    |

Última atualização em 06 de Outubro de 2019
Fonte: federacaoparaibanadefutebol
Regras para classificação: 1) pontos; 2) número de vitórias; 3) saldo de gol; 4) Gols marcados; 5) Confronto direto; 6) Menor número de cartões vermelhos; 7) Menor número de cartões amarelos..
(C) = Campeão; (R) = Rebaixado; (P) = Promovido; (O) = Vencedor do play-off; (A) = Classificado para a próxima fase. 
Somente aplicável se a temporada não tiver terminado: 
(Q) = Classificado para a fase do torneio indicada; (TQ) = Classificado para o torneio, mas não para a fase indicada; (DQ) = Desclassificado do torneio.

### Semi final
| Domingo, 19 de novembro | Botafogo-PB | 2 – 0 | Auto Esporte-PB | CT Ivan Thomaz, João Pessoa |
| 16:00                   |             |       |                 |                             |

| Domingo, 19 de novembro | Kashima | 2 – 0 | Desportiva | Estádio da Graça, João Pessoa |
| 16:00                   |         |       |            |                               |

### Final
| Quarta-feira, 6 de dezembro | Kashima | 0 – 1 | Botafogo-PB | CT Ivan Thomaz, João Pessoa |
| 20:00                       |         |       | Lucilene    |                             |

| Domingo, 10 de dezembro | Botafogo-PB | 1 – 0 | Kashima | CT Ivan Thomaz, João Pessoa |
| 16:00                   | Lucilene    |       |         |                             |

## Premiação
| Campeonato Paraibano Feminino de 2017 |
| ------------------------------------- |
| Botafogo Campeã (4° título)           |